# Brumath
Brumath (qui se prononce [bʁymat] ) est une commune française située dans la circonscription administrative du Bas-Rhin et, depuis le 1er janvier 2021, dans le territoire de la collectivité européenne d'Alsace, en région Grand Est.
La ville de Brumath est située au nord de l’Alsace dans le département du Bas-Rhin, à 17 km au nord de Strasbourg et à 13 km au sud-ouest de Haguenau. Cette commune compte selon l’INSEE, plus de 10 000 habitants.

## Géographie

### Localisation
Brumath se trouve sur la route nationale 63 à 17 km au nord de Strasbourg et à 13 km au sud-ouest de Haguenau. Elle est également desservie par l'autoroute A4 qui la contourne par l'ouest.
La Zorn traverse la ville et le canal de la Marne au Rhin la longe par le sud-ouest.

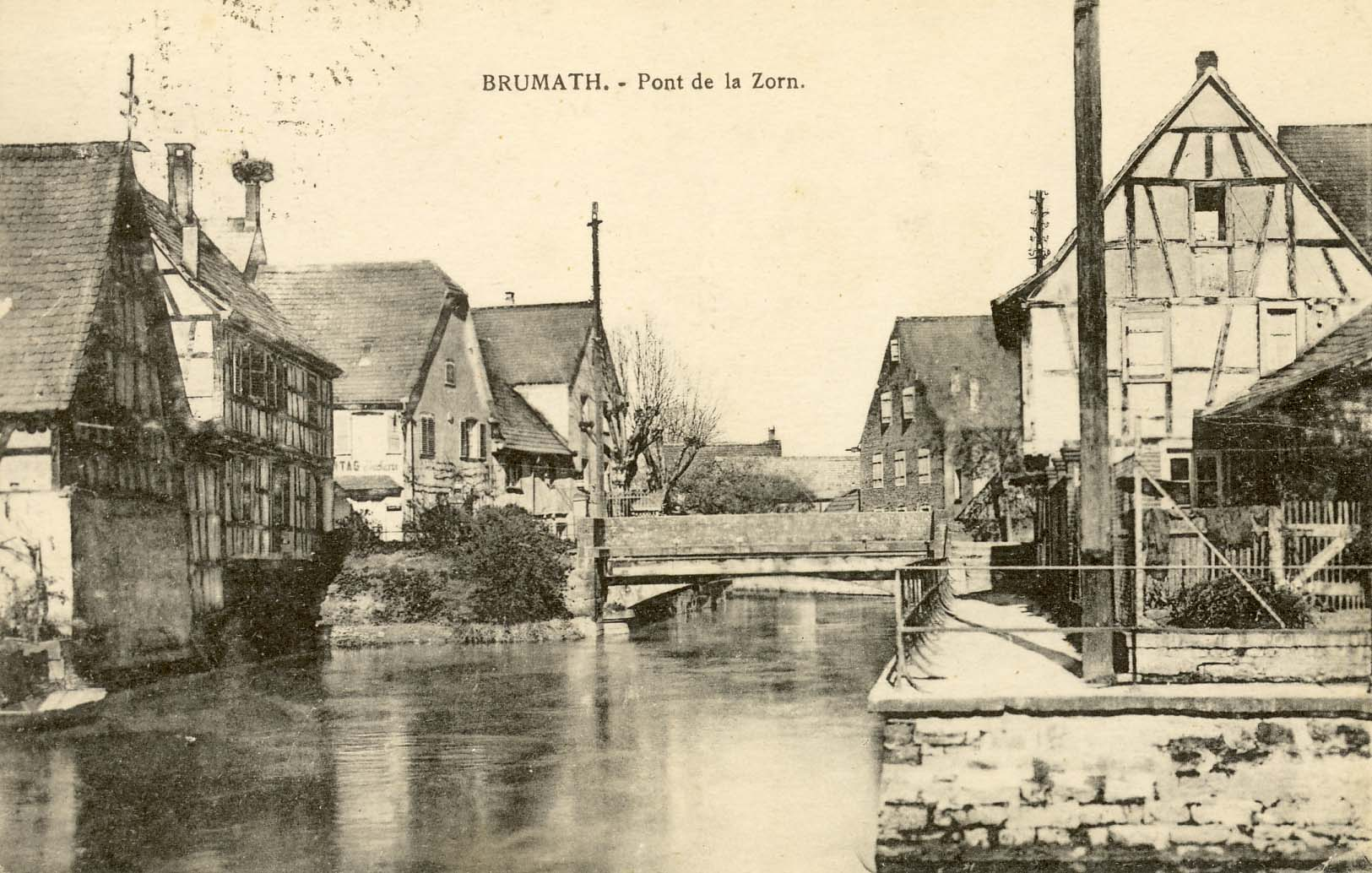
Pont sur la Zorn en 1932.

### Communes limitrophes
Les communes limitrophes sont Eckwersheim, Olwisheim, Bilwisheim, Bernolsheim, Donnenheim, Geudertheim, Krautwiller, Kriegsheim, Rottelsheim, Vendenheim, Weitbruch et Wingersheim les Quatre Bans.
| Bernolsheim Krautwiller                | Rottelsheim            | Kriegsheim Weitbruch |
| Wingersheim-les-Quatre-Bans Donnenheim | Brumath                | Geudertheim          |
| Bilwisheim Olwisheim                   | Vendenheim Eckwersheim | Geudertheim          |

### Hydrographie

#### Réseau hydrographique

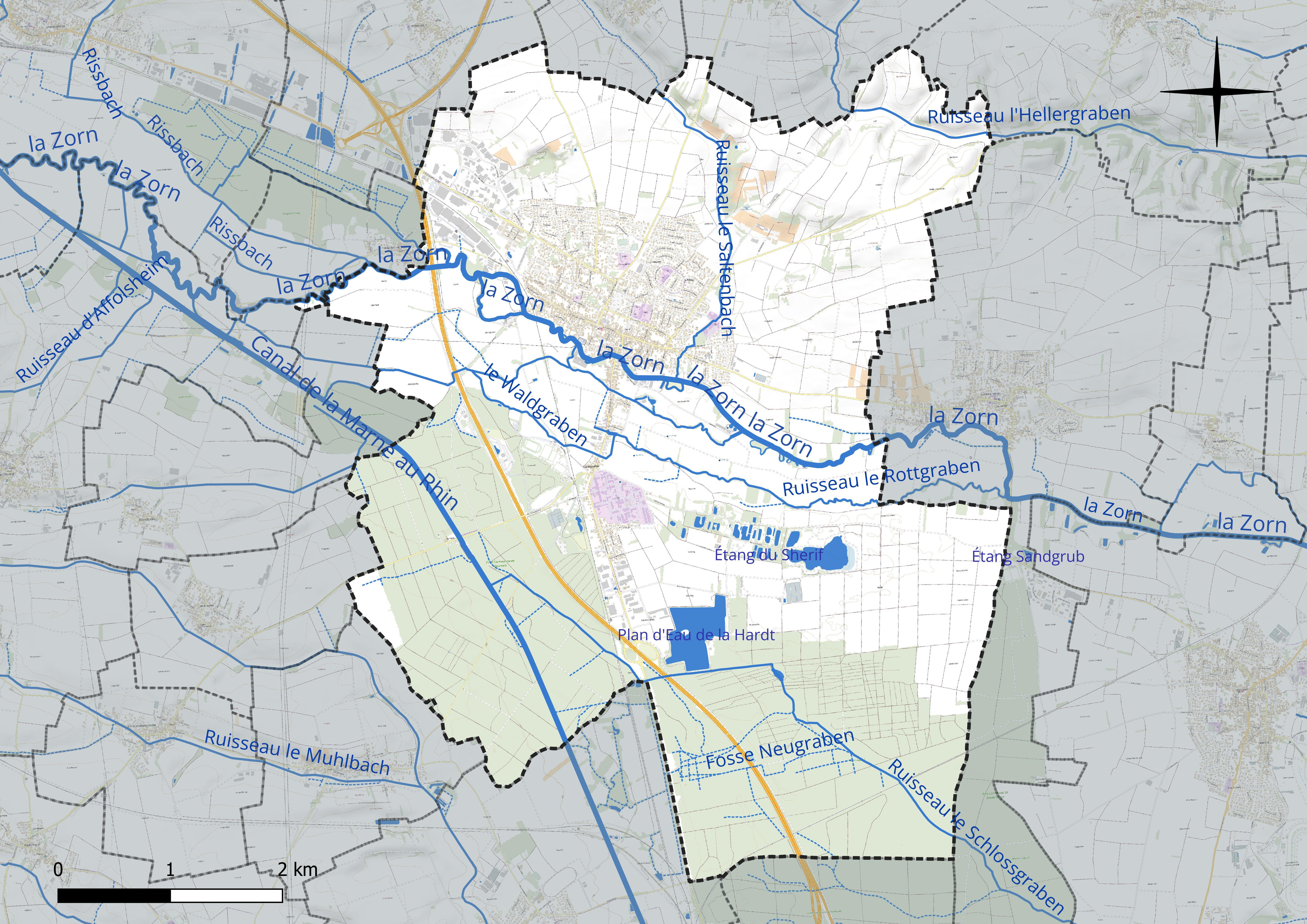
Réseau hydrographique de Brumath.

La commune est dans le bassin versant du Rhin au sein du bassin Rhin-Meuse. Elle est drainée par le canal de la Marne au Rhin, la Zorn, le ruisseau l'Hellergraben, le ruisseau le Saltenbach, la Fosse Neugraben, le ruisseau le Rottgraben, le ruisseau le Schlossgraben et le ruisseau Schlohengraben,.
La Zorn, d'une longueur totale de 96,7 km, prend sa source dans la commune de Walscheid et se jette  dans la Moder à Rohrwiller, après avoir traversé 34 communes.
Son territoire est également traversé par sept ruisseaux, tel que le Schlohengraben, traversant le sud de la ville vers l'est ou encore le Rottgraben situé au sud du précédent et s'écoulant dans la même direction. Il y a aussi le Seltenbach qui contourne la ville au nord-ouest. D'autres ruisseaux se trouvent également à proximité tel que l'Hellergraben, le Muhlbach, le Schlossgraben ou encore le Rissbach. La plupart de ces ruisseaux sont des affluents de la Zorn.
Le canal de la Marne au Rhin, d'une longueur totale de 314 km, et 178 écluses à l'origine, relie la Marne (à Vitry-le-François) au Rhin (à Strasbourg). Par le canal latéral de la Marne, il est connecté au réseau navigable de la Seine vers l'Île-de-France et la Normandie.
L'Hellergraben, d'une longueur de 11 km, prend sa source dans la commune de Niederschaeffolsheim et se jette  dans le Kesselgraben à Weyersheim, après avoir traversé huit communes.
Deux plans d'eau complètent le réseau hydrographique : le plan d'eau de la Hardt (22,2 ha) et l'étang du Sherif (0,2 ha),.

#### Gestion et qualité des eaux
Le territoire communal est couvert par le schéma d'aménagement et de gestion des eaux (SAGE) « Ill Nappe Rhin ». Ce document de planification concerne la nappe phréatique rhénane, les cours d'eau de la plaine d'Alsace et du piémont oriental du Sundgau, les canaux situés entre l'Ill et le Rhin et les zones humides de la plaine d'Alsace. Le périmètre s’étend sur 3 596 km2. Il a été approuvé le 17 janvier 2005. La structure porteuse de l'élaboration et de la mise en œuvre est la région Grand Est.
La qualité des cours d’eau peut être consultée sur un site dédié géré par les agences de l’eau et l’Agence française pour la biodiversité.

### Climat
Pour des articles plus généraux, voir Climat du Grand Est et Climat du Bas-Rhin.
En 2010, le climat de la commune est de type climat des marges montargnardes, selon une étude du Centre national de la recherche scientifique s'appuyant sur une série de données couvrant la période 1971-2000. En 2020, Météo-France publie une typologie des climats de la France métropolitaine dans laquelle la commune est exposée à un climat semi-continental et est dans la région climatique  Alsace, caractérisée par une pluviométrie faible, particulièrement en automne et en hiver, un été chaud et bien ensoleillé, une humidité de l’air basse au printemps et en été, des vents faibles et des brouillards fréquents en automne (25 à 30 jours).
Pour la période 1971-2000, la température annuelle moyenne est de 10,7 °C, avec une amplitude thermique annuelle de 17,9 °C. Le cumul annuel moyen de précipitations est de 697 mm, avec 9,6 jours de précipitations en janvier et 10,1 jours en juillet. Pour la période 1991-2020, la température moyenne annuelle observée sur la station météorologique de Météo-France la plus proche, « Waltenheim-sur-zorn », sur la commune de Waltenheim-sur-Zorn à 6 km à vol d'oiseau, est de 11,3 °C et le cumul annuel moyen de précipitations est de 652,2 mm. 
La température maximale relevée sur cette station est de 38 °C, atteinte le 7 août 2015 ; la température minimale est de −14,9 °C, atteinte le 20 décembre 2009,,.
| Mois                                  | jan.           | fév.           | mars           | avril         | mai           | juin          | jui.          | août         | sep.          | oct.          | nov.          | déc.           | année      |
| ------------------------------------- | -------------- | -------------- | -------------- | ------------- | ------------- | ------------- | ------------- | ------------ | ------------- | ------------- | ------------- | -------------- | ---------- |
| Température minimale moyenne (°C)     | 0              | 0,3            | 3              | 6,9           | 10,2          | 13,8          | 15,5          | 14,8         | 11,5          | 8             | 3,9           | 0,9            | 7,4        |
| Température moyenne (°C)              | 2,3            | 3,1            | 6,8            | 11,7          | 15            | 18,7          | 20,7          | 19,7         | 16,2          | 11,5          | 6,3           | 3,1            | 11,3       |
| Température maximale moyenne (°C)     | 4,5            | 5,8            | 10,6           | 16,4          | 19,7          | 23,7          | 25,9          | 24,7         | 20,9          | 15,1          | 8,7           | 5,2            | 15,1       |
| Record de froid (°C) date du record   | −11,9 11.01.09 | −14,1 05.02.12 | −12,1 01.03.05 | −3,1 04.04.22 | 0,4 05.05.19  | 5,2 08.06.05  | 8,6 02.07.11  | 7,6 30.08.09 | 3,7 27.09.10  | −3,7 29.10.12 | −5,5 30.11.10 | −14,9 20.12.09 | −14,9 2009 |
| Record de chaleur (°C) date du record | 16,4 01.01.23  | 19,4 25.02.21  | 24,4 31.03.21  | 29 28.04.12   | 32,5 29.05.17 | 36,6 30.06.19 | 37,5 25.07.19 | 38 07.08.15  | 32,2 15.09.20 | 29,4 13.10.23 | 21,2 02.11.20 | 18,1 31.12.22  | 38 2015    |
| Précipitations (mm)                   | 42,5           | 41,5           | 43,2           | 41,5          | 80            | 66,9          | 60,4          | 72,5         | 43,8          | 56,7          | 47,6          | 55,6           | 652,2      |

| Diagramme climatique                                  |            |           |             |            |              |              |              |              |           |            |            |
| J                                                     | F          | M         | A           | M          | J            | J            | A            | S            | O         | N          | D          |
| 4,5042,5                                              | 5,80,341,5 | 10,6343,2 | 16,46,941,5 | 19,710,280 | 23,713,866,9 | 25,915,560,4 | 24,714,872,5 | 20,911,543,8 | 15,1856,7 | 8,73,947,6 | 5,20,955,6 |
| Moyennes : • Temp. maxi et mini °C • Précipitation mm |            |           |             |            |              |              |              |              |           |            |            |

Les paramètres climatiques de la commune ont été estimés pour le milieu du siècle (2041-2070) selon différents scénarios d'émission de gaz à effet de serre à partir des nouvelles projections climatiques de référence DRIAS-2020. Ils sont consultables sur un site dédié publié par Météo-France en novembre 2022.

### Qualité de l’environnement
Brumath est labellisée « Commune nature 2 libellules », pour sa démarche Zéro Pesticides. Elle dispose également du label « Ville Fleurie 3 fleurs ».
Les services communaux n’utilisent plus de produits phytosanitaires depuis 2016, celui-ci ayant été remplacé par du désherbage thermique ou des méthodes de gestion différenciées,.

## Urbanisme

### Typologie
Au 1er janvier 2024, Brumath est catégorisée centre urbain intermédiaire, selon la nouvelle grille communale de densité à sept niveaux définie par l'Insee en 2022.
Elle appartient à l'unité urbaine de Brumath, une agglomération intra-départementale regroupant quatre  communes, dont elle est ville-centre,,. Par ailleurs la commune fait partie de l'aire d'attraction de Strasbourg (partie française), dont elle est une commune de la couronne,. Cette aire, qui regroupe 268 communes, est catégorisée dans les aires de 700 000 habitants ou plus (hors Paris),.

### Occupation des sols

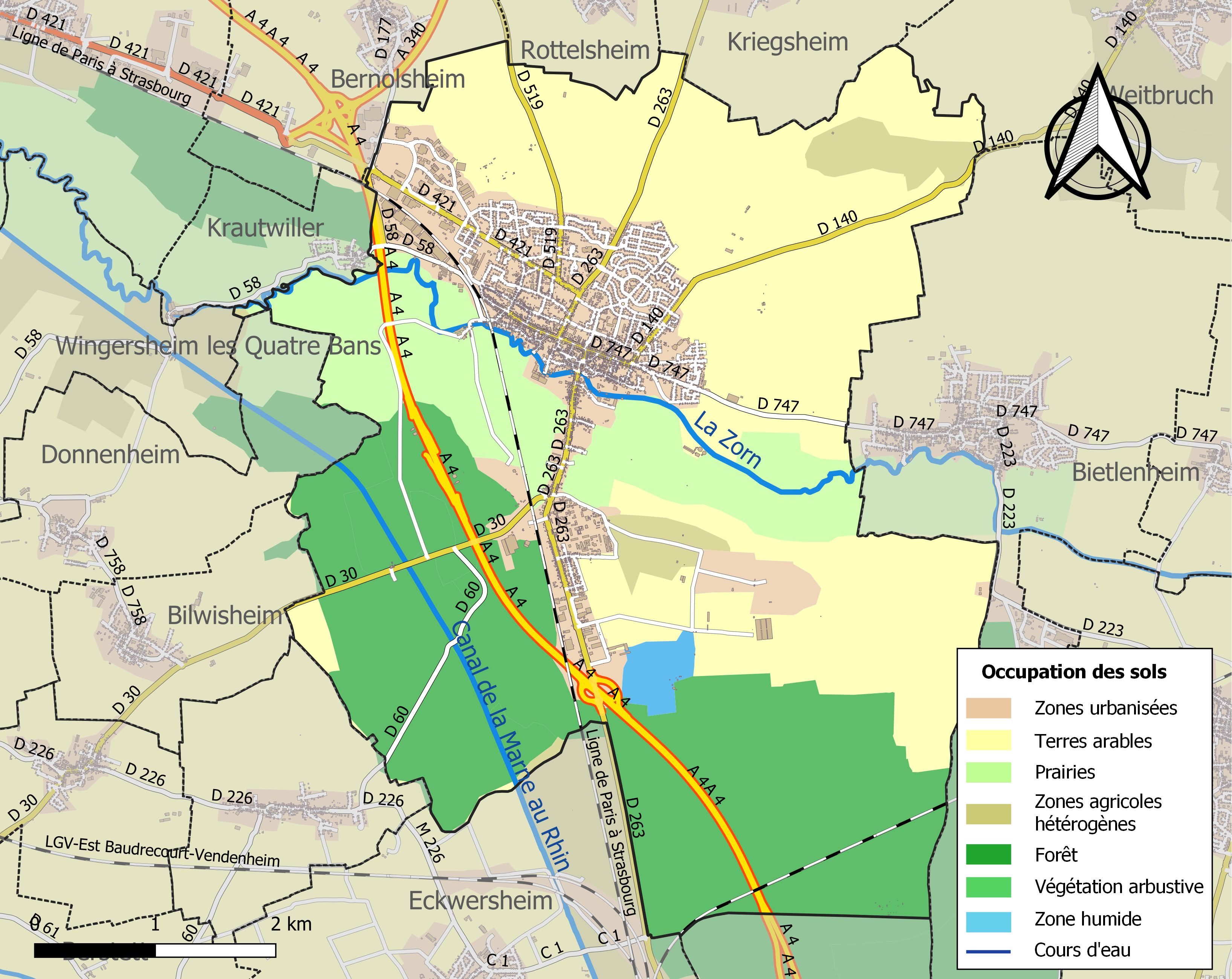
Carte des infrastructures et de l'occupation des sols de la commune en 2018 (CLC).

L'occupation des sols de la commune, telle qu'elle ressort de la base de données européenne d’occupation biophysique des sols Corine Land Cover (CLC), est marquée par l'importance des territoires agricoles (51,8 % en 2018), en diminution par rapport à 1990 (53,7 %). La répartition détaillée en 2018 est la suivante : 
terres arables (31,8 %), forêts (31,6 %), prairies (12,6 %), zones urbanisées (10,4 %), zones industrielles ou commerciales et réseaux de communication (5,2 %), cultures permanentes (4,3 %), zones agricoles hétérogènes (3 %), eaux continentales (0,9 %). L'évolution de l’occupation des sols de la commune et de ses infrastructures peut être observée sur les différentes représentations cartographiques du territoire : la carte de Cassini (XVIIIe siècle), la carte d'état-major (1820-1866) et les cartes ou photos aériennes de l'IGN pour la période actuelle (1950 à aujourd'hui).

### Voies de communication et transports
Brumath est traversée par la ligne Paris - Strasbourg. Sur son ban communal, elle dispose de deux gares : la gare de Brumath et la gare de Stephansfeld toutes deux desservies par les trains TER Grand Est la reliant à Strasbourg en moins de 15 minutes.
La ville est également desservie par les bus Ritmo de la ville de Haguenau. Trois lignes ont pour point de départ la gare de Brumath et la relient à Haguenau ainsi que Mommenheim. La commune est traversée à l'ouest par l'autouroute A4 la reliant à Paris et Strasbourg. La voie rapide A340/D1340 débute à Brumath et la relie à Haguenau. Parmi les routes départementales, on peut noter la D263G traversant la commune et qui permet de rejoindre Vendenheim et Kriegsheim, deux communes voisines. Le réseau cyclable comprend environ 15 km de piste aménagée pour des liaisons à l’intérieur et à l’extérieur de la ville. Elle est notamment traversée au sud par la véloroute du canal de la Marne au Rhin partant de Strasbourg et allant jusqu’à Sarrebourg en Moselle en passant par Saverne.
Enfin, la ville est traversée par le canal de la Marne au Rhin à l'ouest de la ville. Elle dispose ainsi d'un petit port de plaisance pouvant également occasionnellement servir pour le transport de vrac (graviers, sable, etc.),.

## Toponymie
Brumath, prononcé [bʁymat], apparait au IIe siècle sur la carte du géographe Ptolémée sous le nom de Brokomagos puis au IIIe siècle dans l'itinéraire d'Antonin sous Brocomagus de broco (blaireau) + magos (plaine ou marché agricole). Durant les IIe et IVe siècles, on trouve aussi la forme latine de Brocomagos. Plus tard en l'an 770, le nom de la ville est Brocmagad et en l'an 889 Bruochmagad. Les toponymes plus tardifs sont en 973 Pruomat, en 979 Bruomade et enfin en 1165 Brumat. Ces derniers se sont transformés pour donner le nom actuel de Brumath.
Elle est citée sur la table de Peutinger sous le nom de Breucomagus.

## Histoire

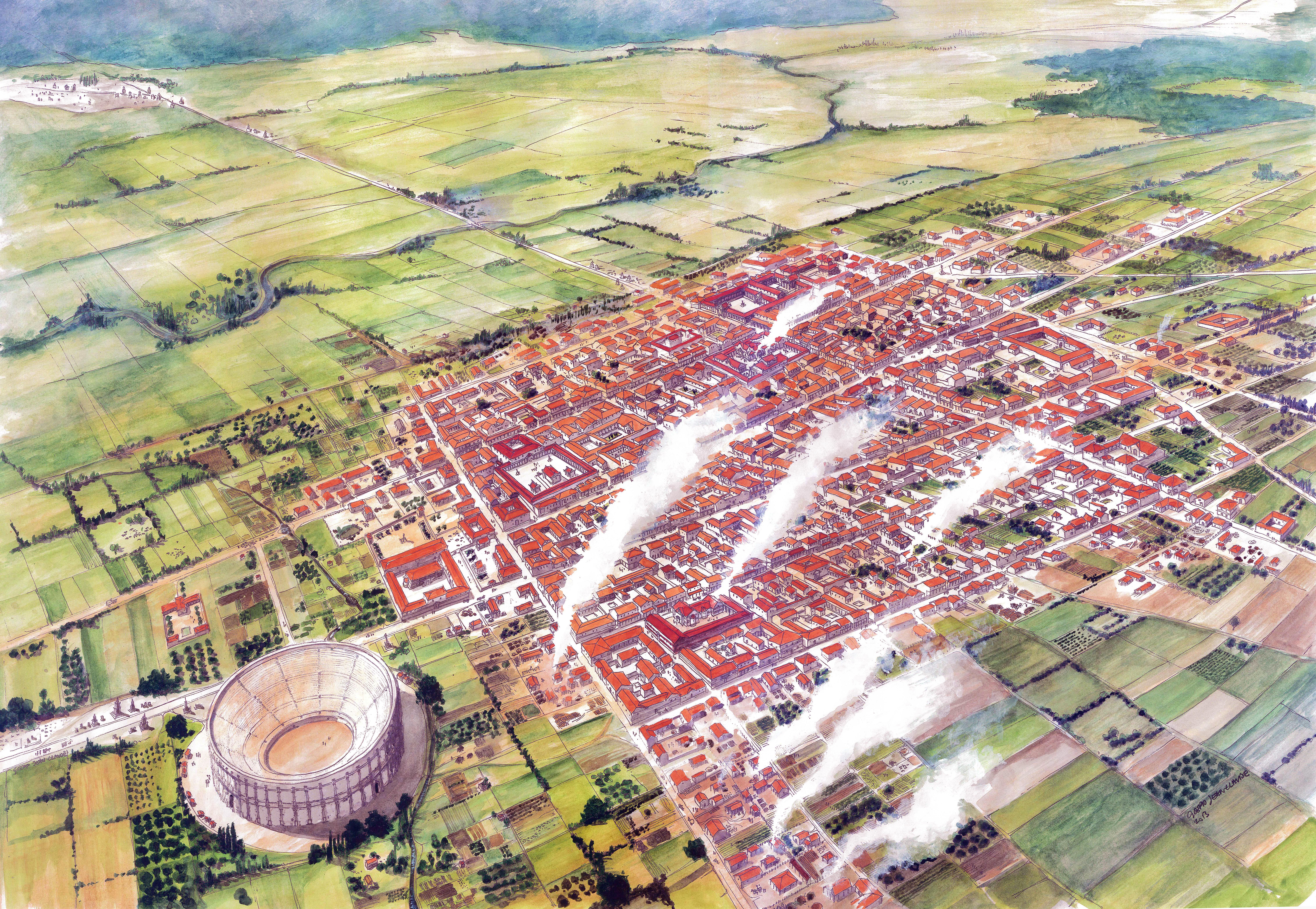
Représentation de Brocomagus au.

Le site de Brumath est habité sans interruption depuis plus de cinq mille ans. Le sous-sol a livré des céramiques ornées de décors dont le ruban forme le thème principal (céramique rubanée). Un palais y est attesté en 770.
Après la défaite d'Arioviste, battu par Jules César en 58 av. J.-C., les Triboques sont autorisés par les Romains à s'établir sur la rive gauche du Rhin, où ils forment la Civitas Tibocorum (cité des Triboques) dont la capitale est Brocomagus. Pendant près de quatre siècles, la ville se développe dans le cadre de la paix romaine, puis décline avec l'affaiblissement de l'Empire[réf. nécessaire].
Au XIIIe siècle, Brumath devient la capitale du landgraviat de Basse-Alsace puis est élevée au rang de ville au XIVe siècle et donc entourés de murailles, dont il ne reste rien aujourd'hui. La ville possédait également au moins deux tours-portes ainsi qu'un fossé. Les villes de Haguenau et Strasbourg incendient Brumath en 1389 et font abattre les murs d'enceinte sans doute définitivement. Cependant deux tours-portes et une partie du fossé sont toujours présents en 1702 ainsi qu'un pan de mur visible jusqu'au XIXe siècle.
Partagée entre les familles de Lichtenberg et les Linange, la seigneurie fut l'objet de guerres incessantes entre ces deux maisons.
La ville a compté en ses murs jusqu'à trois châteaux dont le plus ancien est mentionné en 1319 en tant que « hus » et étant une possession du chevalier Simon Fürst. Entre 1332 et 1361 deux autres châteaux sont construits par les Lichtenberg et destinés à  servir de résidence pour la famille. L'un est détruit en 1389 par les villes de Strasbourg et Haguenau puis à nouveau en 1450 par les Lichtenberg. Le troisième château est également détruit en 1389 et mentionné comme ruine en 1517. Il est reconstruit en style Régence par le comte Jean Reinhard entre 1723 et 1728. Il fut racheté en 1804 par la communauté protestant et transformé en église, ce qu'il est encore aujourd'hui. De nos jours, le château abrite également le musée archéologique de Brumath.

## Politique et administration
Brumath est le chef-lieu du canton de Brumath dans l'arrondissement de Haguenau-Wissembourg et fait partie de la communauté d'agglomération de Haguenau.

#### Liste des maires

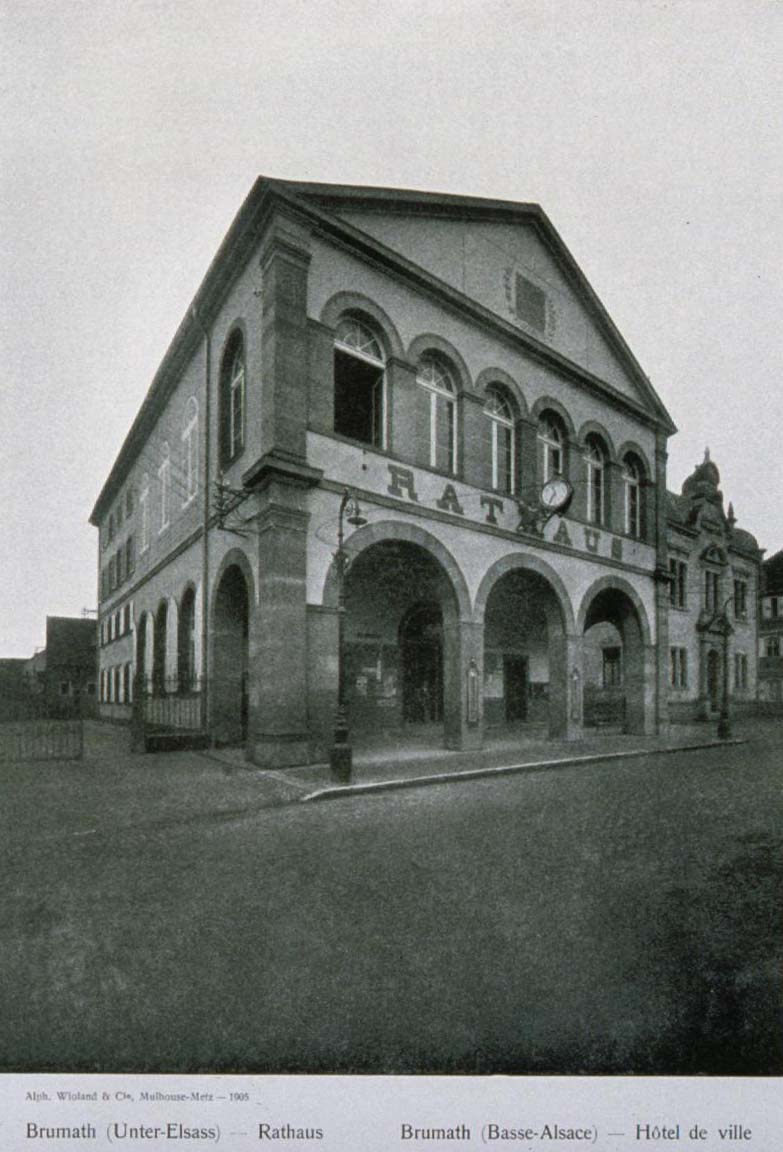
Mairie de Brumath en 1905.

### Jumelages

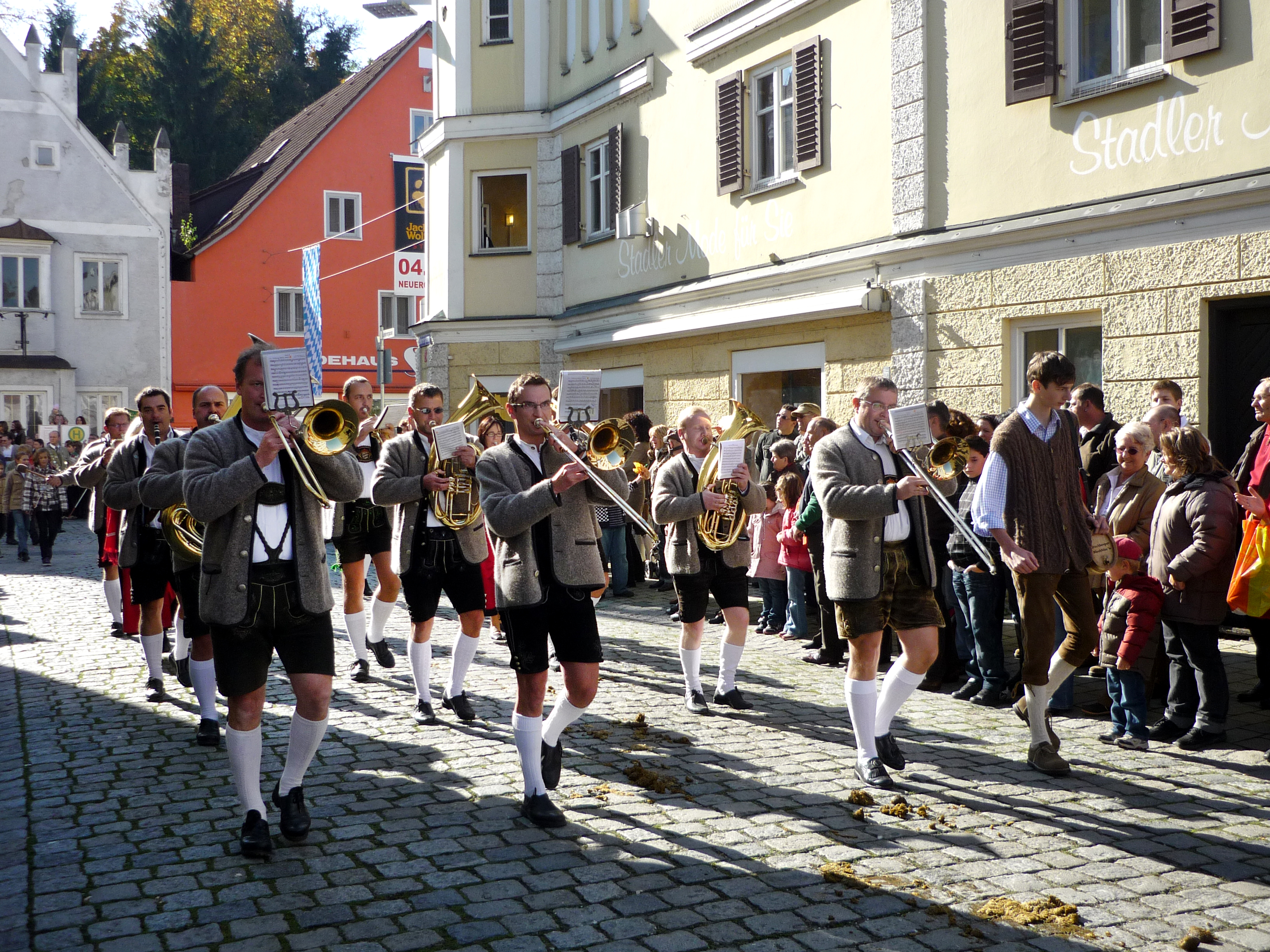
Fanfare de Dingolfing en 2008.

Depuis 1970, Brumath est jumelée avec la ville de Dingolfing en Allemagne.
La charte de jumelage a été signée en 1970 entre la ville de Brumath et la ville de Dingolfing située en Basse-Bavière en Allemagne, à 100 km au nord-est de Munich.

## Population et société

### Démographie
L'évolution du nombre d'habitants est connue à travers les recensements de la population effectués dans la commune depuis 1793. Pour les communes de plus de 10 000 habitants les recensements ont lieu chaque année à la suite d'une enquête par sondage auprès d'un échantillon d'adresses représentant 8 % de leurs logements, contrairement aux autres communes qui ont un recensement réel tous les cinq ans,.

En 2022, la commune comptait 10 369 habitants, en évolution de +4,6 % par rapport à 2016 (Bas-Rhin : +3,17 %, France hors Mayotte : +2,11 %).
| 1793  | 1800  | 1806  | 1821  | 1831  | 1836  | 1841  | 1846  | 1851  |
| ----- | ----- | ----- | ----- | ----- | ----- | ----- | ----- | ----- |
| 2 300 | 2 671 | 3 339 | 4 203 | 4 062 | 4 131 | 3 761 | 4 204 | 4 427 |

| 1856  | 1861  | 1866  | 1871  | 1875  | 1880  | 1885  | 1890  | 1895  |
| ----- | ----- | ----- | ----- | ----- | ----- | ----- | ----- | ----- |
| 5 169 | 5 514 | 5 619 | 5 612 | 5 496 | 5 545 | 5 628 | 5 548 | 5 368 |

| 1900  | 1905  | 1910  | 1921  | 1926  | 1931  | 1936  | 1946  | 1954  |
| ----- | ----- | ----- | ----- | ----- | ----- | ----- | ----- | ----- |
| 5 530 | 5 655 | 5 542 | 5 277 | 5 743 | 5 945 | 6 209 | 5 732 | 6 273 |

| 1962  | 1968  | 1975  | 1982  | 1990  | 1999  | 2006  | 2011  | 2016  |
| ----- | ----- | ----- | ----- | ----- | ----- | ----- | ----- | ----- |
| 6 801 | 7 357 | 6 888 | 7 702 | 8 182 | 8 930 | 9 737 | 9 976 | 9 913 |

| 2021   | 2022   | - | - | - | - | - | - | - |
| ------ | ------ | - | - | - | - | - | - | - |
| 10 238 | 10 369 | - | - | - | - | - | - | - |

### Enseignement
La ville de Brumath présente un total de sept établissements scolaires, gérées par la communauté d'agglomération de Haguenau. Ces écoles sont réparties sur le territoire selon une sectorisation : 
- deux écoles maternelles publiques : Arc-en-Ciel, Les Cigognes ;
- trois écoles élémentaires publiques : Les Remparts, Pierre-Pflimlin, Robert-Schuman ;
- une école privée maternelle et élémentaire hors contrat : école parentale Davidia ;
- un collège public : Collège restructuré « Marcel Weinum » de Brumath[43]

Certaines, comme les écoles maternelles Les Cigognes et Arc-en-Ciel ainsi que les écoles élémentaires Pierre-Pflimlin et Rober- Schuman proposent un enseignement bilingue paritaire en allemand et en français.

### Culture

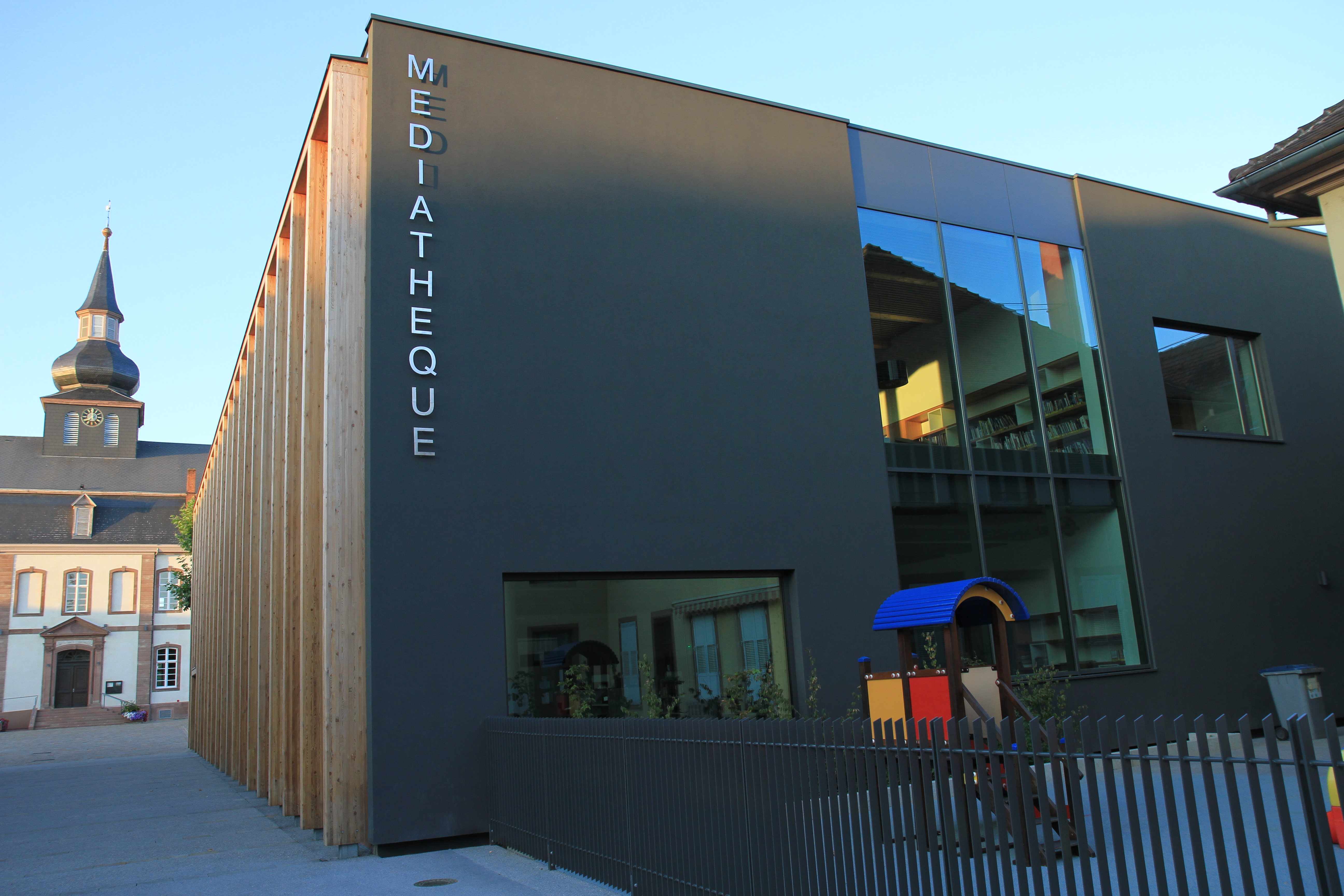
Médiathèque Les Triboques à Brumath.

Brumath dispose de lieux culturels, notamment la médiathèque Les Triboques qui fait partie du Réseau TILT de la Communauté d'agglomération de Haguenau. Il existe aussi une école de musique et des associations culturelles.
Inauguré en 1999, le cinéma Pathé Brumath est situé à l'ouest de la ville et comporte quatorze salles dont une proposant la 4DX,.

### Sports

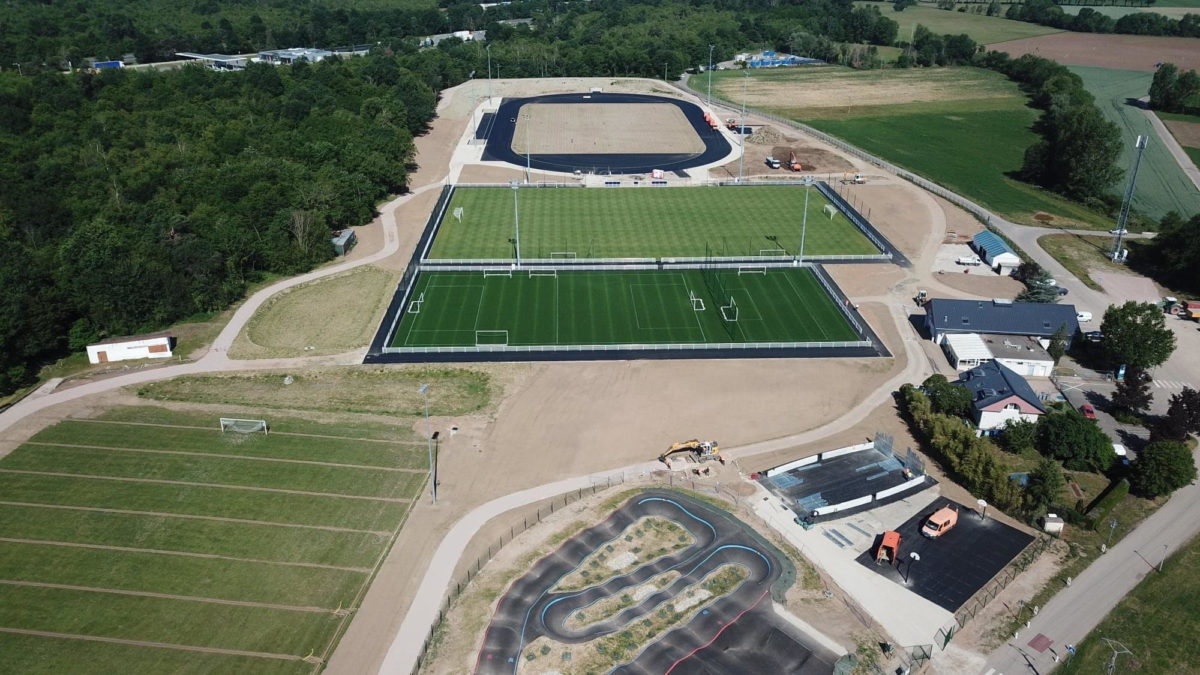
Complexe sportif Rémy-Huckel.

Brumath est labellisée depuis 2019 « Ville Sportive » et « Terre de Jeux 2024 » depuis 2021,. Ce dernier label permet à la ville de poser sa candidature pour devenir Centre de Préparation aux Jeux et accueillir des délégations étrangères au sein de ses infrastructures.
Rénové et inauguré en 2020, le complexe sportif Rémy-Huckel propose des infrastructures ; il comprend trois terrains de football ainsi qu'une piste d'athlétisme à huit couloirs en revêtement synthétique. Ce site accueille également une aire multi-glisse avec skatepark et pumptrack ainsi qu’un city stade. Le complexe est doté d’un parcours de cross fitness de plus de 2 km avec des agrès sportifs.
Le Fun Parc Brumath est un plan d’eau ouvert en période estivale et destiné aux loisirs aquatiques et nature.

### Santé

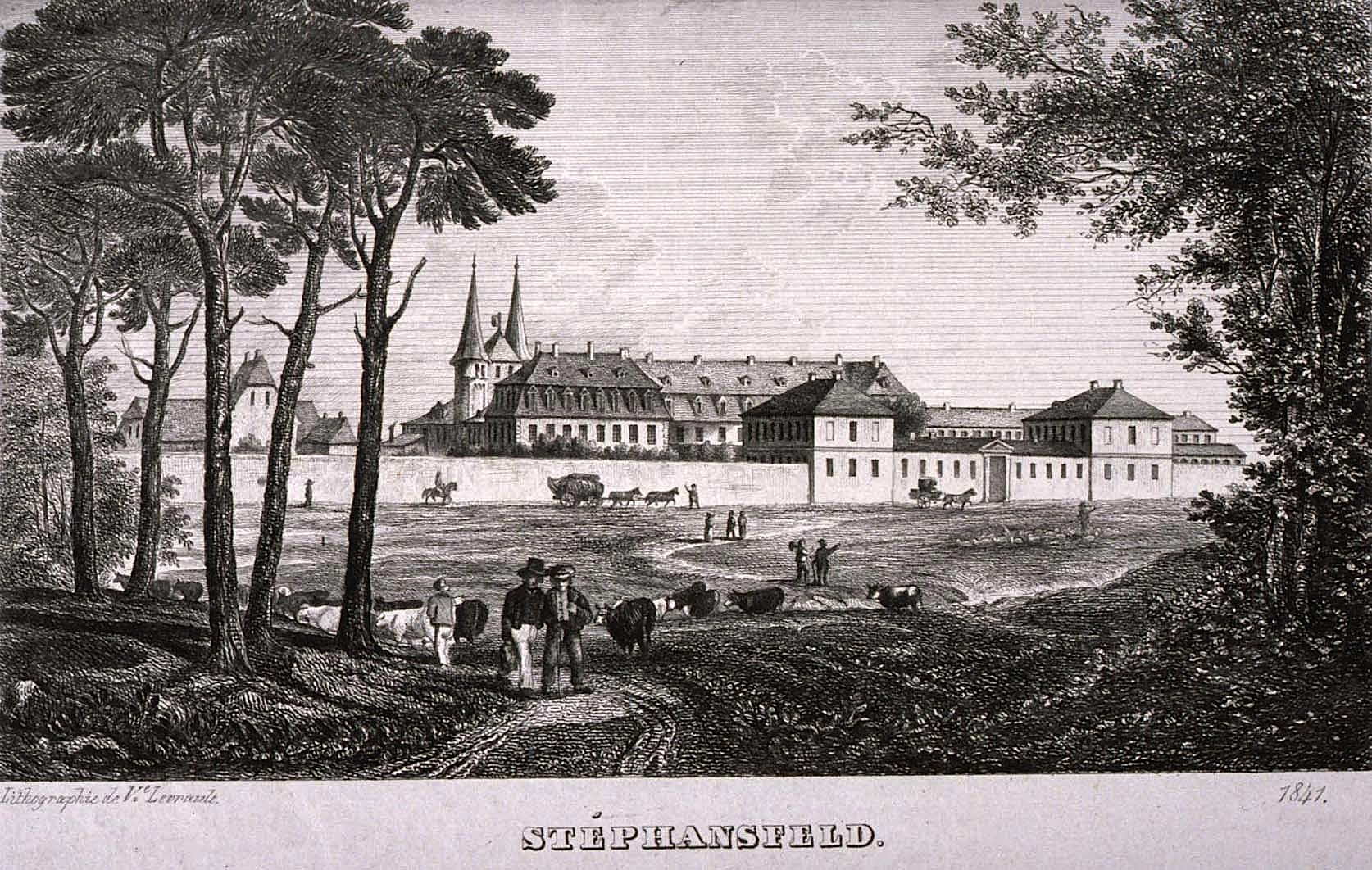
Ancien asile de Stephansfeld en 1841.

La ville de Brumath dispose d'une résidence pour personnes âgées. Se trouve également à Brumath, l’hôpital La Grafenbourg qui est un établissement public de santé ayant une activité principalement axée sur l’accueil et le soin en gérontologie. Enfin, situé à Brumath, L'EPSAN est un centre hospitalier spécialisé dans la prise en charge des adultes, adolescents et enfants atteints de troubles psychiatriques.

### Événements
La Foire aux oignons est une fête populaire organisée chaque année dans la commune. Elle comprend une fête foraine, un marché du terroir et un marché aux puces. Cet événement a lieu sur deux jours, toujours le dernier dimanche de septembre,,.

## Culture locale et patrimoine

### Lieux et monuments

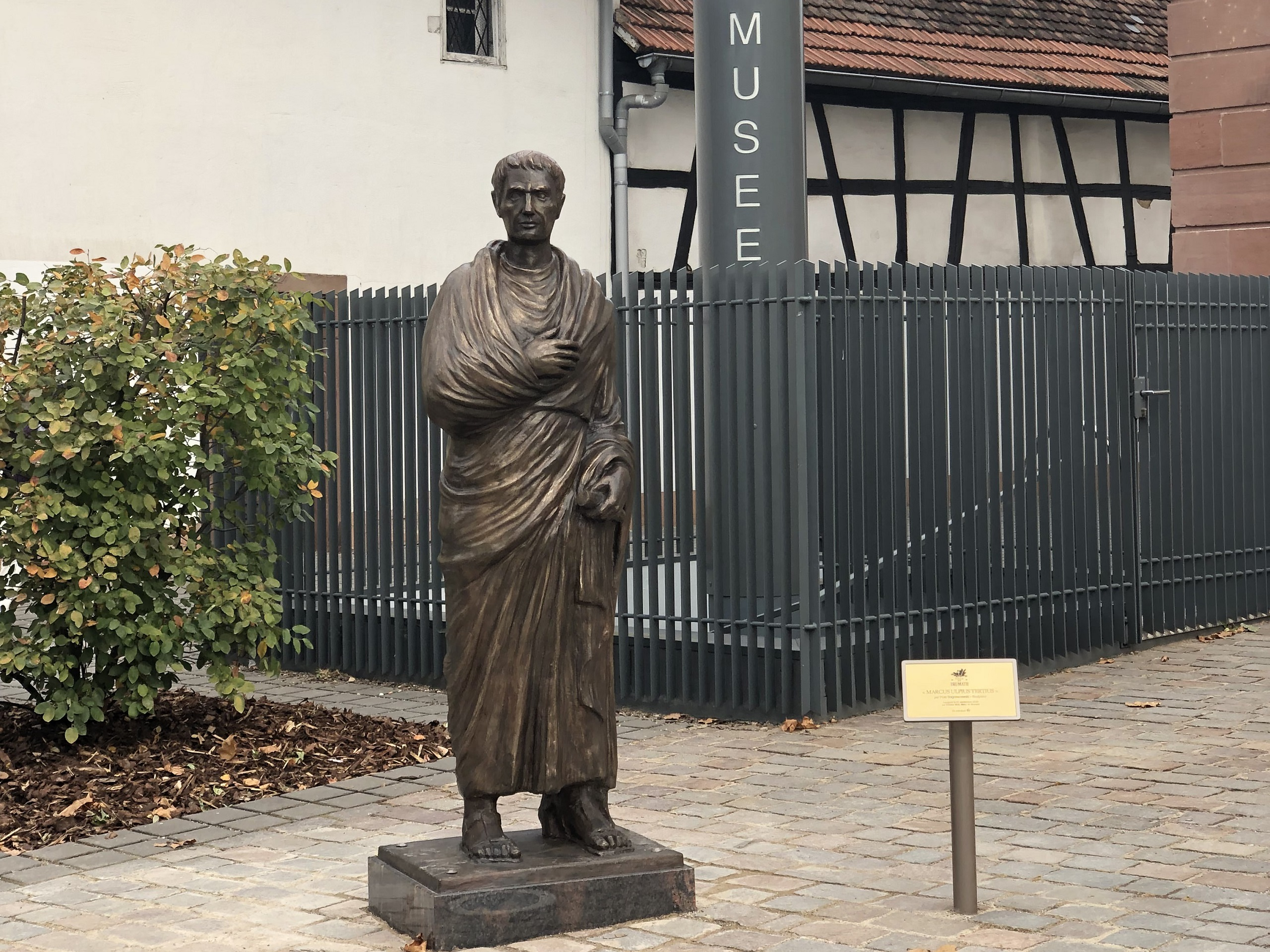
Statue de Marcus Ulpius Tertius à Brumath.

#### Patrimoine civil
Une statue contemporaine en bronze de Marcus Ulpius Tertius dans la cour du château évoque l’histoire antique de la commune.

#### Patrimoine religieux et funéraire

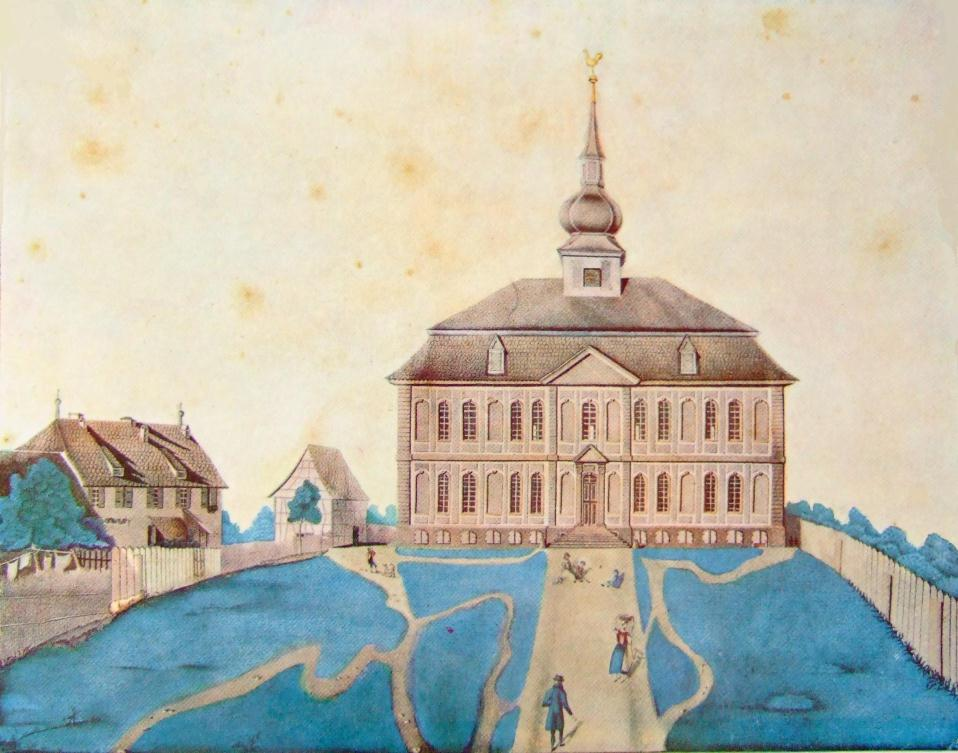
Le château de Brumath transformé en église luthérienne.

L’église catholique saint Nazaire et saint Celse est de style néo-classique et date du XIXe siècle, tandis que l’église Notre-Dame de Stephansfeld faisant partie de l’ancien hôpital remonte pour ses parties les plus anciennes au XIe siècle. L'ancien château, érigé de 1720 à 1726 pour le comte Jean Reinhardt III de Hanau-Lichtenberg, a été transformé en église luthérienne en 1803 et dispose d'une orgue Stiehr de 1810 classé monument historique. Une église évangélique est également présente depuis 1889 ainsi qu'une chapelle protestante à Stephansfeld. Enfin, Brumath est siège de rabbinat dès le XIXe siècle et une synagogue est construite en 1801 puis remplacée par la synagogue actuelle en 1846. Endommagée et profanée pendant la Seconde Guerre mondiale, elle est transformée en dépôt de vivres avant d’être rendue au culte en 1957.
Le patrimoine funéraire ancien est représenté par les nécropoles protohistoriques et gallo-romaine de Brumath situées dans la forêt à proximité de la commune et inscrit aux monuments historiques.

#### Patrimoine environnemental
- Le jardin de l'Escalier.
- Forêt communale de 458,31 ha[57] au cœur de laquelle se trouve le sentier d’ici et d’ailleurs.
- Arboretum.
- Abfluss Brumath.
- Jardin du Tilleul.
- Parc de Stephansfeld.
- Plan d'eau de la Hardt.

### Patrimoine culturel
Le musée archéologique consacré au passé gallo-romain de Brumath est géré par la Société d’histoire et d’archéologie de Brumath et environs (SHABE).

### Personnalités liées à la commune
- Jean-Jacques Coulmann (1796-1870), député du Bas-Rhin de 1831 à 1834, né dans la commune ;
- Edmond-Léonce Hiffelsheim (1827-1865), médecin, connu pour ses recherches sur l'électrothérapie, né dans la commune ;
- Jacques Kablé (1830-1887), député au Reichstag de 1878 à 1887, né dans la commune ;
- Geoffroy Velten (1831-1915), brasseur et sénateur de 1885 à 1912, né dans la commune ;
- Rudolf Goethe (1843-1911), directeur de l'École d'arboriculture de Brumath-Grafenbourg de 1874 à 1879 ;.
- Joseph Hermann (1855-1929), rabbin de Reims né à Brumath.
- Gustave Stoskopf (1868-1944), artiste éclectique et animateur du mouvement culturel régionaliste, né à Brumath ;
- Henri Strohl (1874-1959), théologien protestant né dans la commune ;
- Le général Charles Mast, un descendant des Mast de Brumath, alliés à de nombreuses familles de la ville.
- J. K. Rowling, auteure britannique, descendante de résidents[58] ;
- Louis Théodore Kleinmann (1907-1979), colonel, commandant militaire de la ville Mayence en 1945.
- René Kleinmann (1923-2009), adolescent résistant français, membre de l'organisation clandestine La Main noire pendant la Seconde Guerre mondiale.
- Georges Kiefer, chef des Forces française de l'intérieur (FFI) du Bas-Rhin pendant la Seconde Guerre mondiale.
- Marcel Weinum (1924-1942), adolescent résistant fondateur de l'organisation clandestine La Main noire pendant la Seconde Guerre mondiale.
- Bernard Stalter (1957 - 2020), entrepreneur et homme politique français.
- Bernard Schreiner (1937 - 2020), homme politique français.
- Jean-Paul Sartre (1905-1980), au cours la Deuxième guerre mondiale, mobilisé, était en poste à Brumath lorsque Simone de Beauvoir est venu le voir en octobre-novembre 1939 (elle en fait le récit dans la deuxième partie de son livre La Force de l'âge)

### Héraldique

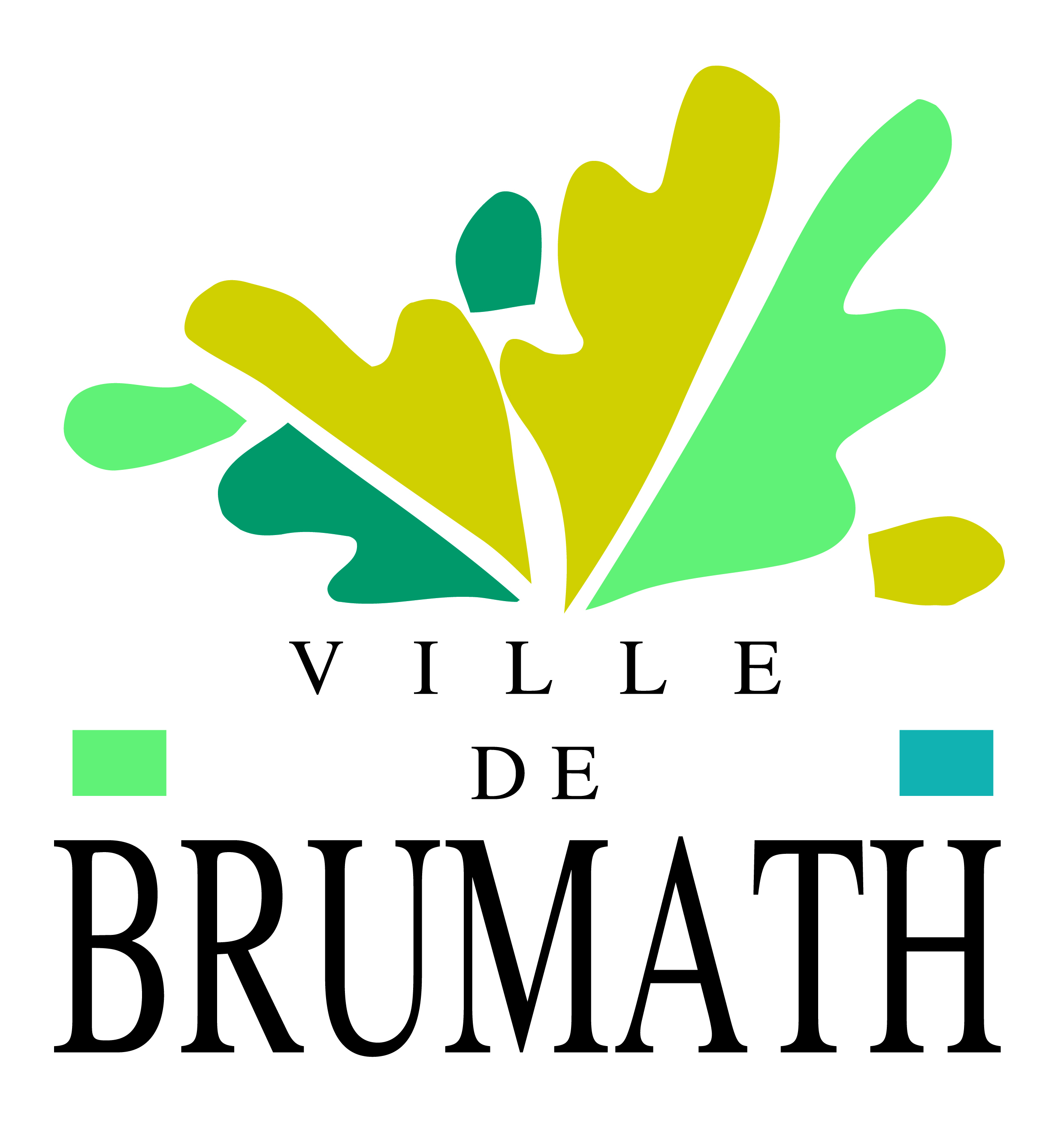
Logo de Brumath.

| Blason de Brumath | Blason  | De gueules à une branche de chêne de sinople fruitée d'or. |
| Blason de Brumath | Détails | Il y a là non-respect de la règle de contrariété des couleurs : ces armes sont fautives (sinople sur gueules). À l'origine au XIIe siècle, les blasons des chevaliers qui résidaient à Brumath portaient une étoile. On retrouve cette étoile sur les armoiries de la commune en 1670 où le blasonnement indiqué dans l'Armorial d'Alsace est le suivant : « porte d'azur à une dextrochère d'argent, tenant une bannière d'or chargée d'une étoile d'azur ». En 1876, la bannière seigneuriale du blason est transformée en bannière ecclésiastique. Cette tendance se retrouve dans des extraits de registre de l'époque mais son origine est inconnue. En 1890, la bannière est remplacée par la branche de chêne qui est le symbole d'une ville propriétaire d'une grande forêt. |

#### Ouvrages cités dans le texte
- Charles Muller et François Ritter (préf. Charles-Gustave Stoskopf), Brumath : Regard sur un passé récent, Strasbourg, Carré Blanc, coll. « Mémoire de Vies », novembre 2001, 1re éd. (1re éd. 2001), 224 p., 21,3 × 30,1 cm, couverture couleur, relié [détail des éditions] (ISBN 2-84488-029-0, ISSN 1292-1645)
- Pascal Flotté, Jean-Baptiste Gervreau, Clotilde Allonsius, Cécile Bébien, Mathias Higelin, Olivier Putelat et Sophie Vauthier, « Un quartier antique de Brocomagus/Brumath (7-9 rue du Général Rampont), Bas-Rhin », Revue archéologique de l'Est, vol. 65, no 188,‎ 2016, p. 27-59 (ISSN 1760-7264, lire en ligne)

#### Autres ouvrages
- Jean André, Brumath : 1939-1945, son histoire, ses histoires et la vie quotidienne de ses habitants pendant la Seconde guerre mondiale, Souffelweyersheim, 1979, 83 p.
- (de) A. Bostetter, Geschichte Notizen über die Stadt Brumath, Brumath, Schmidt C. F., 1896, 133 p.
- Antoine Fischer (dir.), Victor Beyer, François Brockmann, Louis-Marie Coyaud, Philippe Dollinger, Victor Albin Gebus, Willy Guggenbühl, Jean-Jacques Hatt, Roger Henninger et al. (préf. Victor Fischer, ill. Jean Nicolas), Brumath : Destin d'une ville, Strasbourg, Saisons d'Alsace, coll. « Connaissance de l'Alsace », 15 octobre 1968, 1re éd. (1re éd. 1968), 267 p., 18,1 × 23,3 cm, couverture couleur, relié [détail des éditions] (OCLC 7520963).
- Claude Muller, « Radio Strasbourg P.T.T… le centre émetteur de Brumath », in Bulletin - Société d'histoire et d'archéologie de Brumath et des environs, 2012, no 40, p. 26-33
- Bernadette Schnitzler (dir.), Brumath-Brocomagus : capitale de la cité des Triboques : [exposition, Strasbourg, Musée archéologique de Strasbourg, 17 avril 2015 au 31 décembre 2016], Strasbourg, Musées de la ville de Strasbourg, coll. « Fouilles récentes en Alsace », 2015, 250 p. (ISBN 9782351251294)